# Nova Aurora (kommun i Brasilien, Goiás)
Nova Aurora är en kommun i Brasilien.   Den ligger i delstaten Goiás, i den sydöstra delen av landet, 260 km söder om huvudstaden Brasília. Antalet invånare är 2 069.
Omgivningarna runt Nova Aurora är huvudsakligen savann. Runt Nova Aurora är det glesbefolkat, med 8 invånare per kvadratkilometer.